# Resolució 2327 del Consell de Seguretat de les Nacions Unides
La Resolució 2327 del Consell de Seguretat de les Nacions Unides fou adoptada per unanimitat el 16 de desembre de 2016. El Consell va ampliar el mandat de la Missió de les Nacions Unides al Sudan del Sud (UNMISS) durant un any fins al 15 de desembre de 2017 i va augmentar el nombre de tropes, tement que la violència al país provocaria una guerra civil.

## Context
El representant estatunidenc va dir que el Consell de Seguretat havia estat advertit que una guerra civil i un genocidi amenaçaven i que aquesta resolució, redactada pels EUA, donava a la força de pau els mitjans per protegir la població. Els Estats Units i el Regne Unit també volien imposar un embargament d'armes a Sudan del Sud i imposar sancions específiques com una advertència als líders d'ambdues parts.
Els Estats Units ja havien volgut enfortir la força de manteniment de la pau en el moment de la lluita a Juba al juliol, però el govern sud-sudanès ho va rebutjar. Abans de la votació, el secretari general, Ban Ki-moon, havia criticat durament als líders del país, dient que havien traït a la seva gent per obtenir guanys polítics.
El representant rus va dir que recolzava la resolució per animar els esforços per tornar al procés de pau, però va afegir que els autors no havien tingut en compte les preocupacions del seu país. Volien impulsar les sancions, mentre que l'IGAD havia decidit que això seria contraproduent. Rússia tampoc va estar d'acord amb el tribunal híbrid que s'havia establit i l'ús de drons, igual que el govern sud-sudanès. Aquest tribunal híbrid es compondrà amb jutges del Sudan del Sud i d'altres països africans, i sancionaria els crims de guerra.
La Xina, Egipte i Veneçuela tampoc eren d'acord amb les sancions, ja que aquestes mesures ja havien demostrat que no funcionaven. Veneçuela estava a favor de «una solució africana a un problema africà».
Sudan del Sud va trobar que els països africans no estaven prou involucrats en temes de pau i seguretat. L'amenaça de les sancions només faria malbé la cooperació, i les sancions contra funcionaris governamentals debilitarien el govern. El president Salva Kiir Mayardit va dir el passat 14 de desembre que implementaria l'acord de pau l'agost de 2015 i establiria un diàleg nacional. També havia acordat un alto el foc unilateral i va ordenar que l'exèrcit només lluités en defensa pròpia.

## Contingut
El Consell era alarmat sobre la creixent violència ètnica al Sudan del Sud, ja que el conflicte polític podria convertir-se en una guerra ètnica. S'havien produït tota mena de violacions dels drets humans amb impunitat, i la violència sexual contra dones i nenes es va utilitzar com una tàctica contra la població. Els mitjans de comunicació es van utilitzar per promoure l'odi i la violència contra un determinat grup ètnic. Al voltant de 2,94 milions de persones estaven sense llar, 4,8 milions necessitaven ajuda alimentària i 6 milions necessitaven assistència humanitària. Calia trobar una solució política, guiada per la Unió Africana i la IGAD.
La UNMISS, encara estava contra del govern de transició sud-sudanès d'unitat nacional (TGNU), possiblement violant l'acord d'estatut de forces. Les organitzacions auxiliars també van experimentar la mateixa oposició.
El mandat de la UNMISS es va ampliar fins al 15 de desembre de 2017. El nombre màxim de militars es va incrementar de 13.000 a 17.000 i el nombre d'agents de 2.001 a 2.101. La tasca principal era protegir la població i les zones segures per a la població. També es va mantenir la força de protecció regional de 4.000 encarregada d'assegurar els camins, línies de comunicació, aeroports i serveis públics al voltant de la capital, Juba, atacs contra la força de pau, les organitzacions d'ajuda i la població.
Es va afirmar que les parts van dur a terme l'alto el foc l'11 de juliol de 2016, que els combats havien cessat i que mantenien les seves tropes sota control i protegien la població. El Consell de Seguretat va considerar sancions contra els que havien atacat la UNMISS, les zones segures i les organitzacions d'ajuda.